# BPB Limburg Open
BPB Limburg Open is een vierdaags Nederlands schaaktoernooi dat jaarlijks met Pinksteren wordt gehouden in Maastricht. Het toernooi wordt door BPB (Bruls PrefabBeton) gesponsord. 

## Geschiedenis
Het toernooi werd in 2007 voor het eerst georganiseerd en kwam daarna elk jaar terug, met onderbreking in 2020 en 2021 toen vanwege de coronapandemie en de daarmee gepaard gaande overheidsmaatregelen, het houden van een schaaktoernooi niet mogelijk was.
Het toernooi wordt gespeeld in zeven ronden volgens het Zwitsers systeem. In 2007 en 2008 werden hierbij de deelnemers verdeeld over twee ratinggroepen (A en B). Vanaf 2009 wordt het toernooi gespeeld in 3 groepen (A, B en C). Vanaf de editie werd de laatste ratinggroep opgedeeld in twee groepen (C1 en C2), die ongeveer even sterk zijn.
Naast het Open toernooi is er ook een veteranentoernooi, voor spelers die de leeftijd van 60 hebben bereikt. De veteranen spelen in totaal vijf rondes, en hebben dus twee rondes rust.
Bij de editie van 2024 was er een invitatie-tienkamp met sterke schakers uit binnen- en buitenland. De deelnemers aan de tienkamp waren: GM Alexandr Fier, GM Lorenzo Lodici, GM Sipke Ernst, IM Julian Kramer, IM Arthur Pijpers, IM Thibaut Vandenbussche, IM Arthur de Winter, IM Khoi Pham, FM Siem van Dael, FM Ruud van Meegen. Fier wist het toernooi op zijn naam te schrijven.

### Aantal deelnemers
Vanaf 2014 kende het toernooi een snelle groei, van rond de 300 deelnemers in de voorafgaande jaren tot 465 in 2016. In 2023 werd het aantal van 600 deelnemers bereikt. Hiermee is dit het op twee na grootste schaaktoernooi van de Benelux. Alleen het Tata Steel toernooi en het Open Nederlands Kampioenschap Schaken hebben een groter deelnemersveld.
Wat betreft weekendschaaktoernooien is het Limburg Open daarentegen de onbetwiste leider. Het tweede toernooi van Nederland, het Amsterdam Chess Open, accomodeert rond de 400 deelnemers.

## Historie
1. 2007 - GM Leonid Kritz
2. 2008 - IM Robin Swinkels
3. 2009 - GM Emanuel Berg
4. 2010 - GM Tigran Gharamian en GM Jevgeni Mirosjnitsjenko
5. 2011 - GM Aleksandr Fier
6. 2012 - IM Thomas Henrichs
7. 2013 - GM Vladimir Dobrov
8. 2014 - GM Erwin l'Ami
9. 2015 - GM Ruud Janssen
10. 2016 - GM Axel Bachman
11. 2017 - GM Roeland Pruijssers
12. 2018 - GM Sipke Ernst,
13. 2019 - GM Grzegorz Nasuta
14. 2022 - GM Lucas van Foreest
15. 2023 - IM Thomas Beerdsen
16. 2024 - GM Michail Goerevitsj
17. 2025 - GM Benjamin Bok